# Codul muncii al României
Codul muncii este actul normativ care reunește normele ce constituie dreptul comun în materia raporturilor de muncă. Domeniul principal de reglementare al normelor juridice prevăzute în Codului muncii are în vedere raporturile individuale și colective de muncă, care se stabilesc între o persoană fizică sau juridică, angajator, și o persoană fizică, salariat, precum și între patronate, sindicate sau reprezentanții salariaților și autoritățile publice.
Codul Muncii al României a fost adoptat prin Legea nr. 53 din 24 ianuarie 2003, publicată în Monitorul Oficial cu numărul 345 din data de 18 mai 2011. În prezent (august 2019) Codul muncii al României  are forma republicată în temeiul art. V din Legea nr. 40/2011 pentru modificarea și completarea Legii nr. 53/2003 - Codul muncii, publicată în Monitorul Oficial al României, Partea I, nr. 225 din 31 martie 2011, dându-se textelor o nouă numerotare. 

## Structura Codului muncii din anul 2003 (Legea nr. 53/2003)
Codul Muncii din anul 2003 cuprinde 281 de articole structurate în treisprezece Titluri, după cum urmează:
Titlul I (art. 1-9) - Dispoziții generale 
Titlul II (art. 10-110) - Contractul individual de muncă
Titlul III (art. 111-158) - Timpul de muncă și timpul de odihnă 
Titlul IV (art. 159-174) - Salarizarea 
Titlul V (art. 175-191) - Sănătatea și securitatea în muncă 
Titlul VI (art. 192-210) - Formarea profesională 
Titlul VII (art. 211-228) - Dialogul social
Titlul VIII (art. 229-230) - Contractele colective de muncă
Titlul IX (art. 231-236) - Conflictele de muncă 
Titlul X (art. 237-240) - Inspecția Muncii 
Titlul XI (art. 241-265) - Răspunderea juridică 
Titlul XII (art. 266-275) - Jurisdicția muncii
Titlul XIII (art. 276-281) - Dispoziții tranzitorii și finale

## Structura Codului muncii din anul 1972 (Legea nr. 10/1972)
Codul muncii al României din anul 1972 a fost publicat în Buletinul Oficial cu numărul 140 din data de 1 decembrie 1972. Cuprindea 191 de articole, structurate după cum urmează
PARTEA I (art. 1 - 61) -  Principii generale ale relațiilor de muncă. Drepturile și indatoririle oamenilor muncii
Capitolul 1: Principii generale privind relațiile de muncă
Capitolul 2: Drepturile și îndatoririle oamenilor muncii
PARTEA II (art. 62 - 182) - Relațiile de muncă din unitătile de stat.
Capitolul 1: Încadrarea și promovarea în muncă. Contractele de muncă
Capitolul 2: Remunerarea muncii
Capitolul 3: Disciplina muncii. Raspunderea disciplinară și răspunderea materială.
Capitolul 4: Timpul de munca și de odihnă.
Capitolul 5: Încetarea contractului de muncă. Vechimea în muncă.
Capitolul 6: Protecția muncii și asigurările sociale.
Capitolul 7: Munca femeilor și tinerilor.
Capitolul 8: Sindicatele.
Capitolul 9: Jurisdicția muncii. Controlul aplicarii legislației muncii.
PARTEA III (art. 183 - 191) - Dispoziții finale și tranzitorii.
A abogat dispozițiile prinvind Codul muncii din anul 1950, fiind înlocuit de Legea nr. 53/2003 - Codul muncii din anul 2003.

## Structura Codului muncii din anul 1950 (Legea nr. 3/1950)
Codul muncii al României din anul 1950 a fost adoptat de Marea Adunare Națională și publicat în Buletinul Oficial la 30 Mai 1950. Cuprindea 139 de articole, structurate după cum urmează
Capitolul I: Dispozițiuni generale
Capitolul II:
Capitolul III: Contractele de muncă
Capitolul IV: Regulamentele de ordine interioară
Capitolul V: Norme de producție
Capitolul VI: Salarizarea
Capitolul VII: Timpul de lucru
Capitolul VIII: Timpul de odihnă
Capitolul IX: Răspunderea materială și compensațiile
Capitolul X:
Capitolul XI: Munca tinerilor și a femeilor
Capitolul XIII: Sindicatele profesionale
Capitolul XIV: Asigurarile sociale
Capitolul XV: Obligatiile temporare de muncă
Capitolul XVI: Jurisdicția muncii
Capitolul XVII: Dispozițiuni comune, finale și tranzitorii

## Legea din 1929 a contractelor de muncă
Legea a fost publicată în Monitorul Oficial nr. 88 din data de 5 aprilie 1929 și cuprindea 124 de articole, structurate astfel:
Titlul I (art. 1 - 36) - Contract de ucenicie
Titlul II (art. 37 - 96) - Contractul individual de muncă
Titlul III  (art. 97 - 100) - Contractul de echipă
Titlul IV (art. 101 - 124) - Contractul colectiv de muncă
Potrivit art. 123 din Legea din 1929 a contractelor de muncă "Amănuntele de aplicare ale prezentei legi se vor desvolta într’un regulament de administrație publică."

## Legea din 27 ianuarie 1912 pentru organizarea meseriilor, creditului și asigurărilor muncitorești - Legea Nenițescu
Această Lege a fost publicata Monitorul Oficial nr. 236 din 27 ianuarie 1912 și cuprinde 239 de puncte (articole) prin care sunt reglementate aspecte privind exercitarea meseriilor, norme juridice de privind     legăturile dintre patroni, muncitori, calfe, lucrători și meșteri, asigurările contra bolilor, contra accidentelor, asigurarea pensiei de bătrânețe și asigurarea în contra invalidității din boală, dreptul la pensie, precum și măsuri generale disciplinare și pedepse.
Legea din anul 1912 pentru organizarea meseriilor, creditului și asigurărilor muncitorești legiferează reglementează în special în domeniul raporturilor de muncă. 
Chiar dacă denumirea acestui act normativ nu face referire expresă la Codul muncii, din modul de structurare, a dispozițiilor cuprinse, a subiecților la care face referire, a drepturilor și obligațiilor stabilite, este evident că Legea din anul 1912 este primul Cod al Muncii al României.